# Drevîni, Ivanîci
Drevîni (în ucraineană Древині) este un sat în comuna Mîșiv din raionul Ivanîci, regiunea Volînia, Ucraina.

## Demografie
Componența lingvistică a localității Drevîni
     Ucraineană (99,4%)
     Alte limbi (0,6%)
Conform recensământului din 2001, majoritatea populației localității Drevîni era vorbitoare de ucraineană (99,4%), existând în minoritate și vorbitori de alte limbi.